# 버거스 벡터

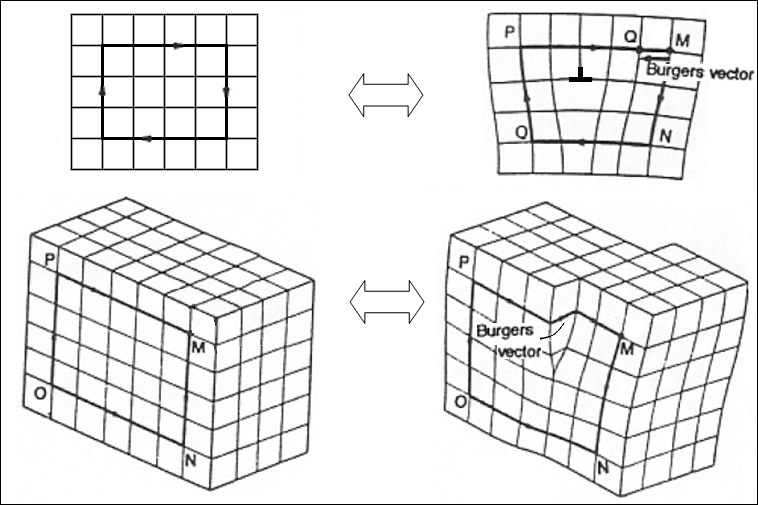

버거스 벡터(Burgers vector, b)는 전위의 크기를 나타내는 벡터로 얀 버거스의 이름을 따왔다.
벡터의 크기와 방향은 전위가 없는 결정 구조, 즉 완전한 결정 구조를 처음으로 시각화할 때 가장 잘 이해된다. 이 완벽한 결정 구조에서 길이와 너비가 a(단위 셀 가장자리 길이)의 정수배인 직사각형이 원래 전위의 기원 위치를 둘러싸며 그려진다. 이 직사각형이 그려지면 전위가 도입될 수 있다. 이 전위는 완벽한 결정 구조뿐만 아니라 직사각형도 변형시키는 효과가 있다. 상기 직사각형은 직사각형의 모서리 중 하나에서 직사각형의 길이 및 너비 라인 세그먼트의 연결을 끊고 각 라인 세그먼트를 서로 변위시키면서 수직 측면에서 분리된 측면 중 하나를 가질 수 있다. 전위가 도입되기 전에 한때 직사각형이었던 것은 이제 개방된 기하학적 도형이 되었으며, 그 개방은 버거스 벡터의 방향과 크기를 정의한다. 구체적으로, 개구부의 폭은 버거스 벡터의 크기를 정의하고, 고정된 좌표 집합이 도입되면, 이탈된 사각형의 길이 선분과 폭 선분의 종단 사이의 각도가 지정될 수 있다.
실제적으로 버거스 벡터를 계산할 때 전위를 둘러싸기 위해 시작점에서 시계 반대 방향으로 직사각형의 회로(Burgers 회로)를 그릴 수 있다. 버거스 벡터는 회로를 완성하기 위한 벡터, 즉 회로의 끝에서 시작까지의 벡터가 된다.

## 같이 보기
- 전위 (재료과학)